# Ellisodrilus carronamus
Ellisodrilus carronamus är en ringmaskart som beskrevs av Holt 1988. Ellisodrilus carronamus ingår i släktet Ellisodrilus och familjen Cambarincolidae. Inga underarter finns listade i Catalogue of Life.